# Корнильев, Иван Васильевич
Ива́н Васи́льевич Корни́льев (13 ноября 1901, Вышгородская волость, Островской уезд, Псковская губерния, Российская империя — 26 ноября 1977, Рига, Латвийская ССР, СССР) — депутат третьего и четвёртого Сеймов Латвийской Республики.

## Биография
Родился 13 ноября 1901 года в Вышгородской волости Псковской губернии в крестьянской семье. Окончил реальное училище в городе Остров. В 1919 году поступил в Петроградский университет на юридический факультет. В том же году вынужденно прервал обучение. Работал в Гавровской и Вышгородской волостных управах. Избран членом Абренской уездной управы в 1928 году.
На выборах в третий сейм Латвийской Республики, состоявшихся 6—7 октября 1928 года, земцы (объединение русских волостных и общественных деятелей) получили два места в парламенте. Один из этих двух мандатов достался Корнильеву. На момент избрания он числился крестьянином Вышгородецкой волости Яунлатгальского уезда и был членом Гавровского волостного совета. На депутатском поприще не проявил себя ничем особенным. По мнению Т. Д. Фейгмане, 25 марта 1931 года, вероятно, поддержал утверждение кабинета К. Ульманиса. Появление в Сейме Корнильева, как и прочих новых русских депутатов, не изменило практику работы русских парламентариев. Корнильев лишь несколько раз осмелился выйти на трибуну с выступлениями и обратил на себя внимание лишь тем, что первым из русских избранников заговорил в Сейме на латышском языке (если не считать латыша И. Поммера).
На выборах в четвёртый сейм Латвийской Республики, состоявшихся 3—4 октября 1931 года, два места в парламенте достались Блоку православных и старообрядческих избирателей. Один их двух этих мандатов достался Корнильеву. 31 января 1933 года вошёл в официально созданную «Русскую крестьянскую фракцию», состоявшую из трёх депутатов, которую возглавлял Сергей Трофимов (третьим был Т. Е. Павловский). По мнению Т. Д. Фейгмане, присоединение к этой фракции выглядело логичным, поскольку и раньше прослеживалось много общего в установках Корнильева и Трофимова. Втроём члены фракции в 1933—1934 годах были издателями газеты «Голос народа», позиционировавшейся в 1933 году как вестник русской крестьянской фракции Сейма, а в 1934 году как вестник русской народной мысли при участии депутатов русской крестьянской фракции Сейма. 22 марта 1933 года воздержался во время голосования, на котором был утверждён кабинет А. Блёдниекса, заявив, что в назначаемом кабинете его не устраивает только министр образования А. Кениньш. В июне 1933 года поддержал сохранение кабинета А. Блёдниекса в обмен на отставку А. Кениньша. Корнильев заявлял: «Мы хотим, чтобы в русских школах преподавание латышского языка было поставлено на должную высоту, чтобы русская молодежь в смысле знания государственного языка не отставала от латышской молодежи». Рассматривал Швейцарию как эталон национальных отношений: «Если у швейцарца спросят кто он, он прежде всего ответит: „Я гражданин Швейцарии“ и только потом вспомнит какой он национальности. И нам надо стремиться к такому здоровому национализму, а не к псевдонационализму, прокламируемому А. Кениньшем».
15 мая 1934 года поддержал государственный переворот. После переворота получил должность в Министерстве внутренних дел Латвии, став чиновником по особым поручениям по делам русских меньшинств. Но продержался на этой должности недолго, около семи месяцев. На допросе в МГБ в 1950 году своё увольнение объяснял конфликтом с начальством в связи с несогласием с политикой правительства против русского населения и русского языка. После увольнения из МВД полгода был безработным, затем какое-то время работал чернорабочим на рижской фабрике «ВЭФ», затем устроился ревизором зернового бюро в министерстве земледелия
В 1941 году, ввиду наличия компрометирующих материалов, был привлечён к сотрудничеству с органами НКВД СССР. Уклонение от выполнения поручений сотрудников МГБ СССР послужило поводом для ареста, состоявшегося 15 февраля 1950 года. Были выдвинуты обвинения в службе в белой армии, в членстве в Русском Общевоинском Союзе, а также в примыкании в Сейме к правому крылу кулацкой партии Крестьянский союз. Сам Корнильев категорически отрицал членство в Русском Общевоинском Союзе, а также примыкание к Крестьянскому союзу, объясняя совпадение в голосованиях совпадением общих интересов всех крестьян, включая входивших в русское меньшинство, представляемое Корнильевым. 7 октября 1950 года Особым совещанием был приговорён к 10 годам лишения свободы с отбыванием в исправительно-трудовом лагере. В 1956 году был освобождён. По информации Ю. И. Абызова, последние годы прожил в пансионате для престарелых в Риге, где и умер 26 ноября 1977 года.

## Семья
- Брат — Александр Корнильев. Расстрелян в июне 1941 года в числе 12 крестьян Гавровской волости[14].